# Алгебра над полем
Алгебра над полем — векторний простір, на якому введено білінійне множення узгоджене з структурою векторного простору.
Алгебра над полем є одночасно векторним простором і кільцем, і ці структури узгоджені.
Узагальненням цього поняття є алгебра над кільцем, яка, взагалі кажучи, є не векторним простором, а модулем над деяким кільцем.

## Визначення
Нехай A — векторний простір над полем  K , на якому визначена операція {\displaystyle A\times A\to A}, що називається множенням. Тоді A є алгеброю над K, якщо для будь-яких {\displaystyle x,y,z\in A,\;a,b\in K} виконуються рівності:
- {\displaystyle (x+y)\cdot z=x\cdot z+y\cdot z}
- {\displaystyle x\cdot (y+z)=x\cdot y+x\cdot z}
- {\displaystyle (ax)\cdot (by)=(ab)(x\cdot y)}.

Ці три властивості означають, що операція множення є білінійною. У випадку алгебр з одиницею можна дати еквівалентне визначення:
Алгебра з одиницею над полем K — кільце з одиницею A, разом з гомоморфізмом кілець з одиницею {\displaystyle f:K\to A}, таким, що {\displaystyle f(K)} належить центру кільця A (тобто множини елементів, що комутують по множенню з усіма іншими елементами). Після цього можна вважати, що A є векторним простором над  K  з наступною операцією множення на скаляр {\displaystyle \alpha \in K}: {\displaystyle \alpha x=f(\alpha )\cdot x.}
Алгебра називається асоціативною, якщо операція множення в ній асоціативна, алгеброю з одиницею — алгебра, в якій є нейтральний щодо множення елемент, комутативною — якщо операція множення в ній є комутативною.
Часто у визначенні алгебра явно вимагається асоціативність множення, тобто мається на увазі «асоціативна алгебра», проте є багато важливих прикладів неасоціативних алгебр.

### Пов'язані визначення
- Гомоморфізм K-алгебр — відображення {\displaystyle f:A\rightarrow B}, для якого виконуються рівності:

{\displaystyle f(\lambda x)=\lambda f(x)}   для всіх   {\displaystyle \lambda \in K,x\in A}
{\displaystyle f(x+y)=f(x)+f(y)}   для всіх   {\displaystyle x,y\in A}
{\displaystyle f(x\cdot y)=f(x)\cdot f(y)}   для всіх   {\displaystyle x,y\in A.}
- Підалгебра алгебри над полем  K  — лінійний підпростір, для якого добуток будь-яких двох елементів з цього підпростору знову йому належить.
- Лівий ідеал K—алгебри — лінійний підпростір, замкнутий щодо множення зліва на довільний елемент алгебри. Відповідно, правий ідеал замкнутий щодо правого множення; двосторонній ідеал — ідеал, який є одночасно лівим і правим ідеалом. Єдина відмінність цього визначення від визначення ідеалу кільця, це вимога замкнутості щодо множення на елементи поля. У випадку алгебр з одиницею ця вимога виконується автоматично.
- Алгебра з діленням — алгебра над полем, така що для будь-яких її елементів {\displaystyle a\neq 0} і {\displaystyle b} рівняння {\displaystyle ax=b} і {\displaystyle ya=b} має розв'язок. Зокрема, асоціативна алгебра з діленням, що має одиницю, є тілом.
- Центр алгебри А — множина елементів {\displaystyle a\in A}, таких що {\displaystyle xa=ax} для будь-якого елемента {\displaystyle x\in A}.

## Приклади

### Асоціативні алгебри
- Комплексні числа є двовимірною комутативною алгеброю над полем дійсних чисел.
- Кватерніони є чотиривимірною комутативною алгеброю над полем дійсних чисел.
- Попередні два приклади є полем і тілом відповідно, і це не випадково: будь-яка скінченновимірна алгебра над полем, що не має дільників нуля, є алгеброю з діленням. Дійсно, множення на x зліва є лінійним перетворенням цієї алгебри як векторного простору. у цього перетворення ядро рівне нулю (так як x не є дільником нуля), отже, воно сюр'ективним; зокрема, існує прообраз довільного елемента b, тобто такий елемент y, що xy = b. Друга умова доводиться аналогічно.
- Нульова алгебра в якій добуток двох елементів рівний нулю є прикладом асоціативної, комутативної алгебри без одиниці.
- Комутативна (і нескінченновимірна) алгебра многочленів K[x].
- Алгебри функцій, такі як алгебра дійсних неперервних функцій, визначених на інтервалі (0, 1) або алгебра голоморфних функцій, визначених на фіксованій відкритій підмножині комплексної площини єприкладами комутативних асоціативних алгебр з одиницею.
- Алгебри квадратних матриць  і більш загально лінійних операторів на гільбертовому просторі є прикладами некомутативних асоціативних алгебр з одиницею.
- Групова алгебра {\displaystyle K[G]} в якій елементи групи {\displaystyle G} є базисом векторного поля {\displaystyle K[G]}, що є простором скінченних лінійних комбінацій елементів з {\displaystyle G}. На цьому просторі множення базисних елементів визначається множенням у групі, а на інші елементи вводиться лінійно. Отримана група є асоціативною групою з одиницею, яка є комутативною тоді і тільки тоді коли комутативною є група {\displaystyle G}.

### Неасоціативні алгебри
- Алгебра октоніонів, або чисел Келі.
- Евклідів простір {\displaystyle \mathbb {R} ^{3}} з операцією векторного добутку, {\displaystyle (\mathbb {R} ^{3},+,\cdot ,\times )}, є неасоціативною, антикомутативною {\displaystyle \mathbb {R} ^{3}}-алгеброю розмірності 3 без одиниці.
- Загальні алгебри Лі. Зокрема простір квадратних матриць розмірності n {\displaystyle \left({\mathcal {M}}_{n}(\mathbb {R} ),+,\cdot ,[,]\right)} разом з операцією дужок Лі  {\displaystyle [M,N]=MN-NM} є неасоціативною, некомутативною алгеброю без одиниці.
- Алгебра Йордана.
- Алгебра Мальцева
- Альтернативні алгебри.

## Структурні коефіцієнти
Множення в алгебрі над полем однозначно задається добутками базисних векторів. Таким чином, для задання скінченновимірної алгебри над полем K досить вказати її розмірність {\displaystyle n}, визначити деякий базис {\displaystyle (e_{1},e_{2},\ldots e_{n})} і подати «таблицю множення» — квадратну таблицю розмірів {\displaystyle n\times n.} Також множення в алгебрі однозначно можна задати вказавши {\displaystyle n^{3}} структурних коефіцієнтів {\displaystyle c_{i,j}^{k}}, що є елементами поля. Ці коефіцієнти визначаються з рівності:
{\displaystyle e_{i}\cdot e_{j}=\sum _{k=1}^{n}c_{i,j}^{k}e_{k}.}
Різні множини структурних коефіцієнтів можуть відповідати ізоморфним алгебрам.
Якщо K є тільки комутативним кільцем, а не полем, цей опис можливий, тільки коли алгебра A є вільним модулем.

### Приклад
Для розглянутої вище трьохвимірної алгебри з векторним добутком позначивши стандартну ортонормовану базу як ({\displaystyle {\vec {u}}}, {\displaystyle {\vec {v}}}, {\displaystyle {\vec {w}}}) відповідна таблиця множення задається як:
|                            | {\displaystyle {\vec {u}}}                              | {\displaystyle {\vec {v}}}                              | {\displaystyle {\vec {w}}}                              |
| -------------------------- | ------------------------------------------------------- | ------------------------------------------------------- | ------------------------------------------------------- |
| {\displaystyle {\vec {u}}} | {\displaystyle {\vec {u}}\times {\vec {u}}={\vec {0}}}  | {\displaystyle {\vec {u}}\times {\vec {v}}={\vec {w}}}  | {\displaystyle {\vec {u}}\times {\vec {w}}=-{\vec {v}}} |
| {\displaystyle {\vec {v}}} | {\displaystyle {\vec {v}}\times {\vec {u}}=-{\vec {w}}} | {\displaystyle {\vec {v}}\times {\vec {v}}={\vec {0}}}  | {\displaystyle {\vec {v}}\times {\vec {w}}={\vec {u}}}  |
| {\displaystyle {\vec {w}}} | {\displaystyle {\vec {w}}\times {\vec {u}}={\vec {v}}}  | {\displaystyle {\vec {w}}\times {\vec {v}}=-{\vec {u}}} | {\displaystyle {\vec {w}}\times {\vec {w}}={\vec {0}}}  |

Структурні коефіцієнти визначені як: {\displaystyle c_{1,2}^{3}=1,\;c_{1,3}^{2}=-1,\;c_{2,1}^{3}=-1,\;c_{2,3}^{1}=1,\;c_{3,1}^{2}=1,\;c_{3,2}^{1}=-1,} всі інші коефіцієнти рівні нулю.